# Kevin Nealon
Kevin Nealon (n. 18 noiembrie 1953, Bridgeport, Connecticut, SUA) este un actor și comedian american, cel mai bine cunoscut ca membru al concertului de la Saturday Night Live din 1986 până în 1995, care acționează în mai multe filme Happy Madison, Doug Wilson pe serialul Showtime Weeds și oferind vocea personajului de titlu, Glenn Martin, despre Glenn Martin, DDS.

## Viata timpurie
Nealon sa născut în St. Louis, Missouri , fiul lui Kathleen M. (née Kimball) și Emmett F. Nealon, director executiv al companiei de avioane.  La câteva luni după ce sa născut, familia sa mutat la Bridgeport, Connecticut .  El este de origine irlandeză  și a fost crescut catolic.  A absolvit liceul St. Joseph din Trumbull, Connecticut , în 1971. Nealon a absolvit licența de marketing de la Universitatea Sacră a Inimii (și a lucrat într-o varietate de locuri de muncă cu fracțiune de normă în timp ce făcea comedie stand-up ).  Nealon a luat apoi câteva cursuri de noapte la Universitatea Fairfield , unde a devenit fundașul echipei de fotbal a școlii.

## Carieră
|  | Această secțiune poate necesita o reorganizare pentru a se conforma liniilor directoare ale aspectului Wikipedia . Vă rugăm să ajutați prin editarea articolului pentru a îmbunătăți structura generală. ( Noiembrie 2018 ) ( Aflați cum și când să eliminați acest mesaj de șablon ) |

Nealon a debutat pe rețeaua de televiziune, făcând o rutină de stand-up pentru emisiunea "The Tonight Show" cu Johnny Carson în 1984. În episodul sindicalizat de vânzare a secolului din 24 septembrie 1985, Nealon poate fi văzut pe scena pe care îl felicită pe prietenul său, Tim Holleran, 150.000 $ în bani și premii. În 1986, Saturday Night Live a recrutat prietenul său Dana Carvey , iar Carvey la recomandat pe Nealon. Amândoi s-au alăturat distribuției în acel an, iar Nealon a devenit interpret full-time în sezonul 1987-1988 și a rămas timp de nouă sezoane.
Caracterele SNL ale lui Nealon includ domnul Subliminal (sau Subliminal Message Man) și Franz (de Hans și Franz ) împreună cu Dana Carvey , de asemenea, a ancorat actualizarea Weekend din 1990 până în 1994.
În 1991, a avut primul său rol important în film, jucând împreună în setul de Crăciun, tot ce vreau pentru Crăciun . Mai recent, Nealon a apărut în filmele Happy Gilmore , Managementul Angerului , Micul Nicky , Îngrijirea Copilului , Băiatul! și băiatul bunicii . In toamna anului 2005, a aparut intr-un episod al lui Curb Your Enthusiasm , unde sa jucat singur (Season 5, Episode 4).
Nealon a avut un rol de televiziune recurent în comedia CBS Standing Standing 2002-2006, interpretându-l pe Ted Halverson, vecinul competitiv și religios al lui Millers. De asemenea, el a apărut ca pacient într-o instituție mentală în primul sezon al lui Monk . "Deja Vu" este un episod al emisiunii de televiziune The Outer Limits . A fost difuzată pentru prima oară pe 9 iulie 1999, în timpul celui de-al cincilea sezon. Nealon a jucat Dr. Mark Crest.Nealon a avut, de asemenea, un rol de sprijin în continuare ca Doug Wilson în show-ul Weeds on Showtime.
În 1994, Nealon a găzduit cea de-a 13-a serie Amazing America de pe Discovery Channel . 
În 2002, Nealon a găzduit Zona de conspirație pe " The New TNN" pentru 26 de episoade, plus un pilot neautorizat.
Nealon a apărut ca un consilier de cupluri în sitcom, al treilea rock de la soare . A avut un aspect mic în cameo în filmul 2008 Get Smart .
Nealon a găzduit, de asemenea, cele mai distractive reclame din lume pe TBS. Într-un spectacol similar cu cel al lui Bob Saget, Nealon spune glume între fiecare comoară amuzantă. În 2008, o carte scrisă de Nealon cronică experiențele sale în timpul sarcinii soției sale numit Da, sunteți gravidă, dar ce despre mine? a fost eliberat.
Nealon a jucat-o pe Stuart Pearson în comedia de aventuri Aliens in Attic . Filmările au avut loc în Auckland , Noua Zeelandă .
Nealon în prezent îl interpretează pe căpitanul Telstar în reclamele din Cartea Spectrului. El are un show de interviu YouTube și Twitter, Drumeții cu Kevin.
Pe 26 iulie 2011, Kevin Nealon a fost pe cine vrea să fie un milionar (SUA Edition) timp de 5 săptămâni face cel mai rapid deget mai întâi cu dificultatea cu mașina cea mai rapidă deget pentru a introduce răspunsurile sale. Dar a ajuns să răspundă la o altă întrebare FF și a câștigat $ 64,000 la spectacol. https://www.youtube.com/watch?v=HggTboTRrKo

## Viața personală
Nealon cu soția Susan Yeagley în aprilie 2011
Nealon actrita casatorita Susan Yeagley pe 3 septembrie 2005 in Bellagio , Italia . Yeagley a dat naștere primului lor copil, fiul Gable Ness Nealon, pe 29 ianuarie 2007, în Santa Monica, California . 
Nealon a jucat rugby pentru Connecticut Yankees RFC . 
Pe 22 februarie 2006, Nealon  contribuit cu o poveste la New York Times despre a fi interceptat de detectivul privat de la Hollywood , Anthony Pellicano , care a fost acuzat de acuzații de rachetare și de conspirație. De asemenea, a fost dezvăluit într-un proces separat din 27 februarie 2006 că anchetatorii care lucrează pentru Ringling Brothers și Barnum & Bailey Circus ar fi putut viza și Nealon pentru interceptarea convorbirilor telefonice. 
Este vegetarian din cauza preocupărilor legate de cruzimea animalelor și din motive de sănătate. 
El este un jucator de golf si un jucator de poker si joaca, de asemenea, banjo si chitara . De asemenea, el pretinde că este fluent în limba germană, care a trăit în Germania timp de patru ani. 

## Activism
Nealon și fosta sa soție, Linda Dupree (care au jucat unul dintre luptătorii de noroi care luptau cu John Candy în Stripes ), au fost activi în mișcarea drepturilor animalelor , sprijinind Fundația Amanda, Farm Sanctuary , Asociația pentru Protecția Wildlife-ului din Washington, Genesis Trust 's Ark Premii, PETA și, de asemenea, Meat Out.
În 2001, Nealon a jucat pe cine vrea să fie un milionar pentru caritatea lui. Întrebarea finală cu care sa confruntat, în valoare de 125.000 de dolari, a fost despre păpușile Barbie . El și-a folosit telefonul-un-prieten și 50:50, dar el a răspuns la întrebarea incorect, pierzând astfel 32.000 de dolari de 64.000 de dolari pe care îi avea și sa încheiat cu 32.000 de dolari pentru caritatea sa.

## Televiziune
| An   | Titlu                      | Canal | notițe      |
| ---- | -------------------------- | ----- | ----------- |
| 2011 | Cine vrea să fie milionar? | ABC   | 5 săptămâni |

## Filmografie
| An           | Titlul                            | Rol                     | notițe                                                                 |
| ------------ | --------------------------------- | ----------------------- | ---------------------------------------------------------------------- |
| 1984         | Show-ul de seară cu Johnny Carson | Oaspete                 |                                                                        |
| 1985         | Sperietoarea și doamna King       |                         | 1 episod                                                               |
| 1986-1995    | Noaptea de sâmbătă în direct      | Variat                  | 174 de episoade                                                        |
| 1987         | Roxanne                           | Tip beat                |                                                                        |
| 1989         | Comandamentul craniului           | Ventriculul stâng       | mic de statura                                                         |
| 1990         | Monsters                          | Louis                   | 1 episod                                                               |
| 1991         | Tot ce vreau de Craciun           | Tony Boer               |                                                                        |
| 1992         | Marginea                          | Greg                    | 2 episoade                                                             |
| 1993         | Coneheads                         | Senator                 |                                                                        |
| 1993         | Parteneri                         |                         | mic de statura                                                         |
| 1993-1996    | Expoziția Larry Sanders           | Se                      | 3 episoade                                                             |
| 1994         | Felidae                           | Kong                    | Voce uncredited                                                        |
| 1995         | Jeffrey                           | Reporter de televiziune | uncredited                                                             |
| 1996         | Fericitul Gilmore                 | Gary Potter             |                                                                        |
| 1996         | Champs                            | Marty Heslov            | 12 episoade                                                            |
| 1996         | Dr. Katz, terapeut profesionist   | Kevin                   | Voce 1 episod                                                          |
| 1997         | Ceva atât de corect               | Joel                    | 1 episod                                                               |
| 1997-1998    | Hiller și Diller                  | Ted Hiller              | 13 episoade                                                            |
| 1998         | Principalul primește o vacanță    | Franklin Fitz           |                                                                        |
| 1998         | Cântecul de nunți                 | Dl Simms                |                                                                        |
| 1998-1999    | Dharma & Greg                     | Dl. Clayborn            | 2 episoade                                                             |
| 1999         | Omoara omul                       | Albino Avocatul         |                                                                        |
| 1999         | Al treilea rock de la Soare       | Dennis Caslow           | 1 episod                                                               |
| 1999         | Limitele exterioare               | Dr. Mark Crest          | Episodul " Deja Vu "                                                   |
| 2000         | Îndepărtarea barului              | Cuckie                  |                                                                        |
| 2000         | Normă                             | fierar                  | 1 episod                                                               |
| 2000         | Micul Nicky                       | Stanley Gatekeeper      |                                                                        |
| 2001         | Aceste Broads Vechi               | Roger                   | uncredited                                                             |
| 2001         | Heartbreakers                     | Omul de la Bar          |                                                                        |
| 2001         | Joe Dirt                          | Un mecanic grecesc      | uncredited                                                             |
| 2001         | Trei surori                       | Terry                   | 1 episod                                                               |
| 2002         | Maestrul deghizat                 | White Collar Executive  |                                                                        |
| 2002         | Călugăr                           | John Wurster            | 1 episod                                                               |
| 2002         | Opt nopți nebunești               | Primar                  | Voce                                                                   |
| 2003         | Management al furiei              | Sam                     |                                                                        |
| 2003         | Crank Yankers                     | OCD Ken / Jack Gravat   | Voce 1 episod                                                          |
| 2003         | Daddy Day Care                    | Bruce                   |                                                                        |
| 2003         | Băiat bun!                        | Dle Baker               |                                                                        |
| 2003-2006    | Inca sta                          | Ted Halverson           | 5 episoade                                                             |
| 2005         | Fat Actrita                       | Johnny Knightley        | 1 episod                                                               |
| 2005         | Îndrăzniți-vă entuziasmul         | Se                      | 1 episod                                                               |
| 2005-2012    | Buruieni                          | Doug Wilson             | 99 de episoade                                                         |
| 2006         | Bunicul bunicii                   | Dle Cheezle             |                                                                        |
| 2006         | Campus Doamnelor                  | Kevin                   | 1 episod Scenele au fost șterse                                        |
| 2008         | Putere remarcabilă                | Jack West               |                                                                        |
| 2008         | Tu nu mizerie cu Zohan            | Kevin                   |                                                                        |
| 2008         | Ia Smart                          | Agent CIA # 2           |                                                                        |
| 2009         | Universitatea din Andy            | Doug Wilson             | 2 episoade                                                             |
| 2009         | Familia Goode                     | Irwin Winslow           | Voce 1 episod                                                          |
| 2009         | Aliens in the Attic               | Stuart Pearson          |                                                                        |
| 2009-2011    | Glenn Martin, DDS                 | Glenn Martin            | Voce 39 de episoade                                                    |
| 2010         | Tată american!                    |                         | Voce 1 episod                                                          |
| 2010         | 'Pana la moarte                   | Stephen Redford         | 6 episoade                                                             |
| 2010         | Glory Daze                        | Marcus                  | 1 episod                                                               |
| 2011         | Du-te cu ea                       | Adon                    |                                                                        |
| 2011         | Bucky Larson: Născută a fi o stea | Gary                    |                                                                        |
| 2012         | Hot în Cleveland                  | George                  | 2 episoade                                                             |
| 2012         | Franklin & Bash                   | Lawrence Reynolds       | 1 episod                                                               |
| 2012         | Isabel                            | Louis Lorenz            |                                                                        |
| 2013         | Istoria bețivului                 | Marele Dragon           | Episod: "Atlanta"                                                      |
| 2013         | Liga                              | Chuck Falcon            | Episod: "Rafi și Dirty Randy"                                          |
| 2014         | Ora mică                          | Irv                     |                                                                        |
| 2014         | Plimbare de rușine                | Chopper Steve           |                                                                        |
| 2014         | amestecate                        | bulboană                |                                                                        |
| 2014         | Comedie Bang! Bang!               | Lăptar                  | Episod: "Amber Tamblyn poartă o jachetă de piele și papuci negri"      |
| 2016         | @miezul nopții                    | Se                      | Episod: Nikki Glaser, Jim Jeffries, Kevin Nealon                       |
| 2016         | Sufletul omului                   | Ron Saxby               | Episoadele: "Acest nor este pentru tine", "Nici un bingo, nici o pace" |
| 2016         | Popstar: Nu te mai opri niciodată | Gary Sikes              |                                                                        |
| 2016-prezent | Omul cu un plan                   | Don Burns               | Serii regulate                                                         |
| 2018         | Tatăl Anului                      |                         |                                                                        |

| An   | excursionist              | Numele episodului                              | Carare                                 | Sezon | EP | TRT   | Publicat |
| 2017 | Matthew Modine            | Ar fi putut fi Tom Cruise                      |                                        | 1     | 1  | 06:50 | 5/23/17  |
| 2017 | Cheryl Hines              | Bikini patriotice                              | Munții Santa Monica                    | 1     | 2  | 15:30 | 5/29/17  |
| 2017 | Rosanna Arquette          | Rocks and Roles                                |                                        | 1     | 3  | 16:08 | 6/13/17  |
| 2017 | Susan Yeagley             | "Parks & Rec" Susan Yeagley vrea Don Lemon     | Munții fumurii (TN)                    | 1     | 4  | 16:13 | 6/24/17  |
| 2017 | Brad Paisley              | Îi acceptă oribilul obicei                     |                                        | 1     | 5  | 18:01 | 6/30/18  |
| 2017 | Kimberly Williams-Paisley | Record Breaking Kiss                           |                                        | 1     | 6  | 16:47 | 7/5/17   |
| 2017 | Howie Mandel              | Folosește modelul nud                          |                                        | 1     | 7  | 17:56 | 8/1/17   |
| 2017 | Tiffany Haddish           | fără titlu                                     |                                        | 1     | 8  | 15:05 | 9/12/17  |
| 2017 | Adam Sandler              | fără titlu                                     |                                        | 1     | 9  | 17:14 | 11/3/17  |
| 2017 | Bella Thorne              | Prieteni trimiși la închisoare                 |                                        | 1     | 10 | 16:35 | 11/12/17 |
| 2017 | Conon O'Brien             | Untitled (Partea 1)                            | Drumul Amalfi (Murphy Ranch)           | 1     | 11 | 13:22 | 11/16/17 |
| 2017 | Chelsea Handler           | Untitled (Partea 1)                            |                                        | 1     | 12 | 14:36 | 11/23/17 |
| 2017 | Judd Apatow               | Untitled (Partea 1)                            |                                        | 1     | 13 | 13:45 | 11/30/17 |
| 2017 | Caitlyn Jenner            | fără titlu                                     | Malibu (Trancas)                       | 1     | 14 | 14:34 | 12/7/17  |
| 2017 | Martin Short              | fără titlu                                     |                                        | 1     | 15 | 14:57 | 12/14/17 |
| 2017 | Conon O'Brien             | Untitled (Partea 2)                            | Drumul Amalfi (Murphy Ranch)           | 1     | 16 | 14:59 | 12/21/17 |
| 2017 | Judd Apatow               | Untitled (Partea 2)                            |                                        | 1     | 17 | 14:58 | 12/28/17 |
| 2018 | Chelsea Handler           | Untitled (Partea 2)                            |                                        | 1     | 18 | 16:17 | 1/4/18   |
| 2018 | Tig Notaro                | fără titlu                                     |                                        | 1     | 19 | 13:51 | 1/11/18  |
| 2018 | Nick Kroll                | fără titlu                                     |                                        | 1     | 20 | 15:07 | 2/1/18   |
| 2018 | Sarah Silverman           | fără titlu                                     | Runyon Canyon                          | 1     | 21 | 17:32 | 2/8/18   |
| 2018 | Owen Wilson               | Teama de o lovitură de mob                     |                                        | 1     | 22 | 15:21 | 2/15/18  |
| 2018 | Michael Keaton            | Dezvăluie identitatea secretă                  | Will Rogers State Park                 | 1     | 23 | 15:31 | 2/22/18  |
| 2018 | Will Forte                | R-Evaluat! Dezvăluie noul său videoclip Tinder |                                        | 1     | 24 | 17:17 | 3/1/18   |
| 2018 | Allison Janney            | Dezvăluie tulburări genetice rare              |                                        | 1     | 25 | 15:31 | 3/8/18   |
| 2018 | Bob Saget                 | Stuffs "Wet Wires"                             |                                        | 1     | 26 | 16:49 | 3/22/18  |
| 2018 | Russell Peters            | Se tem de bombardare                           |                                        | 1     | 27 | 16:55 | 3/29/18  |
| 2018 | Bob Odenkirk              | Jurnalele Secretului                           | Grila de observare a parcului Griffith | 1     | 28 | 18:11 | 4/5/18   |
| 2018 | Jim Jefferies             | Atacată brutal pe scenă ("R")                  |                                        | 1     | 29 | 17:34 | 4/12/18  |
| 2018 | Jimmy Kimmel              | Descoperă șocul strămoșilor!                   |                                        | 1     | 30 | 17:34 | 4/19/18  |
| 2018 | Dana Carvey               | Îmi pare rău!                                  |                                        | 1     | 31 | 18:10 | 5/3/18   |
| 2018 | Ray Romano                | Dezvăluie îngrijorările sale reale!            |                                        | 1     | 32 | 18:46 | 5/17/18  |
| 2018 | Bobcat Goldthwait         | Vorbește bărbații țâțe                         | Templul Canyon                         | 1     | 33 | 18:25 | 6/14/18  |
| 2018 | Bobby Kennedy Jr.         | De ce Bobby Kennedy Jr. ia riscuri             |                                        | 1     | 34 | 18:15 | 6/28/18  |
| 2018 | Jack Black                | Pretul de faima                                | Bronson Canyon                         | 2     | 35 | 16:33 | 9/20/18  |
| 2018 | Diana Nyad                | Halucinații în timpul înotului Cubei           |                                        | 2     | 36 | 15:23 | 9/27/18  |
| 2018 | Rob Lowe                  | Teen Idol Thing                                | Fryman Canyon                          | 2     | 37 | 16:10 | 10/4/18  |
| 2018 | Kate Beckinsale           | Bucură-te de a fi obraznic!                    |                                        | 2     | 38 | 17:39 | 10/11/18 |
| 2018 | Fred Arminson             | Masaj fantezie                                 |                                        | 2     | 39 | 17:40 | 10/18/18 |
| 2018 | Simon Helberg             | A fost o centură neagră!                       |                                        | 2     | 40 | 17:09 | 10/25/18 |
| 2018 | David Spade               | Explică Reputația lui Rascal                   |                                        | 2     | 41 | 17:43 | 11/1/18  |
| 2018 | Molly Shannon             | Aproape își pierde urechea                     | Runyon Canyon                          | 2     | 42 | 17:59 | 11/8/18  |
| 2018 | Jeff Goldblum             | A fost rănit                                   | Munții Santa Monica                    | 2     | 43 | 17:53 | 11/15/18 |
| 2018 | Kumail Nanjiani           | Ce Kumail Nanjiani ascunde                     | Griffith Park                          | 2     | 44 | 18:06 | 11/22/18 |
| 2018 | Phil Rosenthal            | Revendică să fie evrei                         | Will Rogers State Park                 | 2     | 45 | 17:54 | 11/29/18 |
| 2018 | "Ciudat Al" Yankovic      | Temerile se izbucnesc în flăcări               | Templul Canyon                         | 2     | 46 | 17:29 | 12/6/18  |
| 2018 | Rafinha Bastos            | Brazilia Rafinha Bastos jefuit cu guma!        | Hollywood Hills                        | 2     | 47 | 17:27 | 12/13/18 |